# كريستيان بوخه
كريستيان بوخه (حلب 26 يوليو 1938- باريس 3 ديسمبر 2010) صحفي ومنتج إذاعي ومؤرخ موسيقي وعالم في الموسيقى العرقية، كرّس حياته المهنية لدراسة موسيقى العالم العربي.

## حياته
وُلد كريستيان بوخه في حلب لأب من عائلة بوخه ذات الأصول النمساوية التي استوطنت المدينة في مطلع القرن التاسع عشر وظل كريستيان مرتبطًاً بشدة بهذه المدينة طوال حياته. أمضى جزءًا من شبابه في لبنان، حيث عُيّن أمينًا عامًا ثم مديرًا لموسيقى الشباب من عام 1961 إلى عام 1969، وانضم إلى صحيفة لوريان لوجور اللبنانية من عام 1965 إلى عام 1967 ناقدًا للموسيقى. بعد دراسته في ألمانيا، عمل كباحث في المعهد الدولي لدراسات الموسيقى المقارنة في برلين (1971-1974) ، وفي الوقت نفسه، كمحرر مشارك لمجلة عالم الموسيقى (1973-1974). ابتداءً من منتصف السبعينيات، تم تعيين كريستيان بوخه من قبل باريس لجمع الموسيقى في سوريا ولبنان واليمن (1972-1975) وموريتانيا ومالي والسنغال والنيجر وبوركينا فاسو وغينيا وبنين ورواندا وجيبوتي وجزر القمر وجزر المالديف، الكاميرون والسودان وقطر (1976-1984). كان هذا بمثابة بداية عمل تسجيل مهم لأكثر من ثلاثين إنتاجًا وكتيبًا. 

## من أعماله
من أهم أعماله المكتوبة إعادة نشر الأرشيفات الموسيقية:
- أرشيف الموسيقى العربية (1988)
- مؤتمر القاهرة 1932 ( 1989)
- أرشيف الموسيقى التركية (1995)

من الألبومات الموسيقية التي أشرف على إنتاجها:
- مطر محمد - موسيقى عربية تقليدية على البزق (1972)[5]
- مؤذنو حلب - أناشيد دينية (1975)[6] ووشارك فيها صبري مدلل وحسن حفار وعبد الرؤف حلاق وعمر دربي وسجلت بعدما التقى بوخه بصبري مدلل وفرقته في جامع الكلتاوية عام 1974 ونظم لها حفلة في قصر الثقافة بباريس عام 1975[7][8]
- الكرد والموسيقى الكردية (1974)[9]
- فن الغزل - أديب الدايخ وجوليان جلال الدين فايس (1994)[10]
- صبري مدلل - أناشيد دينية ودنيوية (1994)[11]
- الديوان الحلبي - صبري مدلل وعمر سرميني (1998)[12]

## روابط خارجية
- كريستيان بوخه في الويكبيدية الفرنسية
- كريستيان بوخه في الويكيبيديا الإنكليزية
- كريستيان بوخه في موقع Discogs